# Izotges
Izotges település Franciaországban, Gers megyében. Lakosainak száma 86 fő (2022. január 1.). Izotges Cahuzac-sur-Adour, Riscle, Sarragachies, Tasque és Termes-d’Armagnac községekkel határos.

## Népesség
A település népességének változása:
| Lakosok száma | 97   | 58   | 69   | 75   | 98   | 106  | 105  | 91   | 89   | 86   |
|               | 1968 | 1982 | 1990 | 2006 | 2013 | 2015 | 2017 | 2019 | 2020 | 2022 |